# Причіп ММЗ-81021
Причіп автомобільний ММЗ-81021 до легкових автомобілів, призначений для перевезення різних вантажів, а також туристичного і спортивного спорядження.

## Загальні відомості
Одновісний причіп до автомобілів ВАЗ, «Москвич», ИЖ та «Волга» призначений для перевезення вантажів, випускався Митищинським машинобудівним заводом з 1972 року.
Кузов — металевий зварний, забезпечений тентом. Виготовлений з використанням вузлів автомобілів ВАЗ. Така комплектація ММЗ-81021 дозволяла проводити ремонтні роботи причепа разом з автомобілем, не застосовуючи додаткових інструментів і запчастин. Популярність моделі серед широких мас полягала в можливості використовувати ММЗ-81021 з будь-яким механічним транспортом за рахунок уніфікованого причіпного пристрою двох різновидів.

## Технічні характеристики[2]
|                                                             | Для автомобілів ВАЗ, «Москвич», ИЖ                                                  | Для автомобілів «Волга»                                                             |
| ----------------------------------------------------------- | ----------------------------------------------------------------------------------- | ----------------------------------------------------------------------------------- |
| Вантажопідіймальність, кг                                   | 160                                                                                 | 280                                                                                 |
| Власна маса, кг                                             | 140                                                                                 | 140                                                                                 |
| Повна маса, кг                                              | 300                                                                                 | 420                                                                                 |
| Допустиме навантаження на зчіпний пристрій, кг              | 25                                                                                  | 35                                                                                  |
| Габаритні розміри, мм: — довжина з дишлом - ширина - висота | 2470 1608 1010                                                                      | 2470 1608 1010                                                                      |
| Колія, мм                                                   | 1345                                                                                | 1345                                                                                |
| Об'єм кузова, м3                                            | 1,0                                                                                 | 1,0                                                                                 |
| Підвіска                                                    | на двох циліндричних пружинах з реактивними штангами і гідравлічними амортизаторами | на двох циліндричних пружинах з реактивними штангами і гідравлічними амортизаторами |
| Тягово-зчіпний пристрій                                     | кульового типу по нормалі 025·320-68                                                | кульового типу по нормалі 025·320-68                                                |
| Кількість коліс                                             | 2                                                                                   | 2                                                                                   |
| Розмір шин                                                  | 155-330 (6,15-13)                                                                   | 155-330 (6,15-13)                                                                   |
| Тиск повітря в шинах, кгс/см2                               | 1,4                                                                                 | 1,4                                                                                 |
| Допустима швидкість руху, км/год                            | 80                                                                                  | 80                                                                                  |